# U (kana)
A hiragana う, katakana ウ, Hepburn-átírással: u, magyaros átírással: u japán kana. Mindkét írásjegy a 宇 kandzsiból eredeztethető, melynek ejtése [u], jelentése pedig univerzum. A godzsúonban (a kanák sorrendje, kb. „ábécérend”) a harmadik helyen áll. Az う Unicode kódja U+3046, az ウ kódja U+30A6. A nemzetközi fonetikai ábécében az [u͍] hangnak felel meg.

## Vonássorrend
|  |  |
|  |  |